# Leopold von Hessen-Kassel
Leopold von Hessen-Kassel (* 30. Dezember 1684 in Kassel; † 10. September 1704 in Stuttgart) war ein landgräflicher Prinz des Hauses Hessen aus der Linie Hessen-Kassel und wurde Offizier in der hessen-kasselschen Armee.

## Leben
Leopold war ein Sohn des Landgrafen Karl von Hessen-Kassel und dessen Gemahlin Maria Amalia und wuchs mit seinen Geschwistern Friedrich (1676–1751), Sophie Charlotte (1678–1749), Karl (1680–1702),  Wilhelm (1682–1760), Ludwig (1686–1706), Marie Louise (1688–1765), Maximilian (1689–1753) und Georg (1691–1755) auf.
Er besuchte die Universität Utrecht und die Kriegsschule in Den Haag, bevor er – wie seine älteren Brüder – in die Kampfhandlungen während des Spanischen Erbfolgekrieges geschickt wurde. Nach dem Tod seines Bruders Karl übernahm er als Oberst dessen Regiment. Zusammen mit seinem Bruder Ludwig nahm er unter der Führung des Erbprinzen Friedrich, der die hessischen Truppen an der Seite der niederländischen und kaiserlichen Truppen führte, an der Schlacht von Höchstädt teil. Sein Körper war den Strapazen dieses Feldzuges nicht gewachsen, und er starb völlig entkräftet an Fieber.